# Erik Österberg
Sven Erik Österberg, född den 1 oktober 1892 i Hedvig Eleonora församling, Stockholm, död 21 februari 1974, var en svensk ämbetsman och konsultativt statsråd i ministären Ekman II 1930. 
Erik Österberg var son till köpmannen August Österberg och Malvina Johansson. Österberg, som var jur. kand., var även statssekreterare 1931–1932 och utnämnd till kommerseråd i Kommerskollegium 1932. Han var ordförande i AB Stockholms Spårvägar och ombudsman i IVA. Från 1949 till 1961 var han ordförande i Stiftelsen Pressorganisation. 
Erik Österberg är begravd på Norra begravningsplatsen utanför Stockholm.
Han var bror till författaren Anna Lisa Lundkvist (1902–1980). Hans dotterdotter Marianne Åström är gift med Laurent Leksell.